# Музей сучасного мистецтва (Монтеррей)
Музей сучасного мистецтва в Монтерреї (ісп. Museo de Arte Contemporáneo de Monterrey, англ. Museum of Contemporary Art, Monterrey скор. MARCO) — музей в Монтерреї, Мексика, присвячений сучасному мистецтву.

## Історія і діяльність
Музей був відкритий в 1991 році, його будівля була спроектована мексиканським архітектором Рікардо Легоррета в стилі постмодерного мінімалізму.

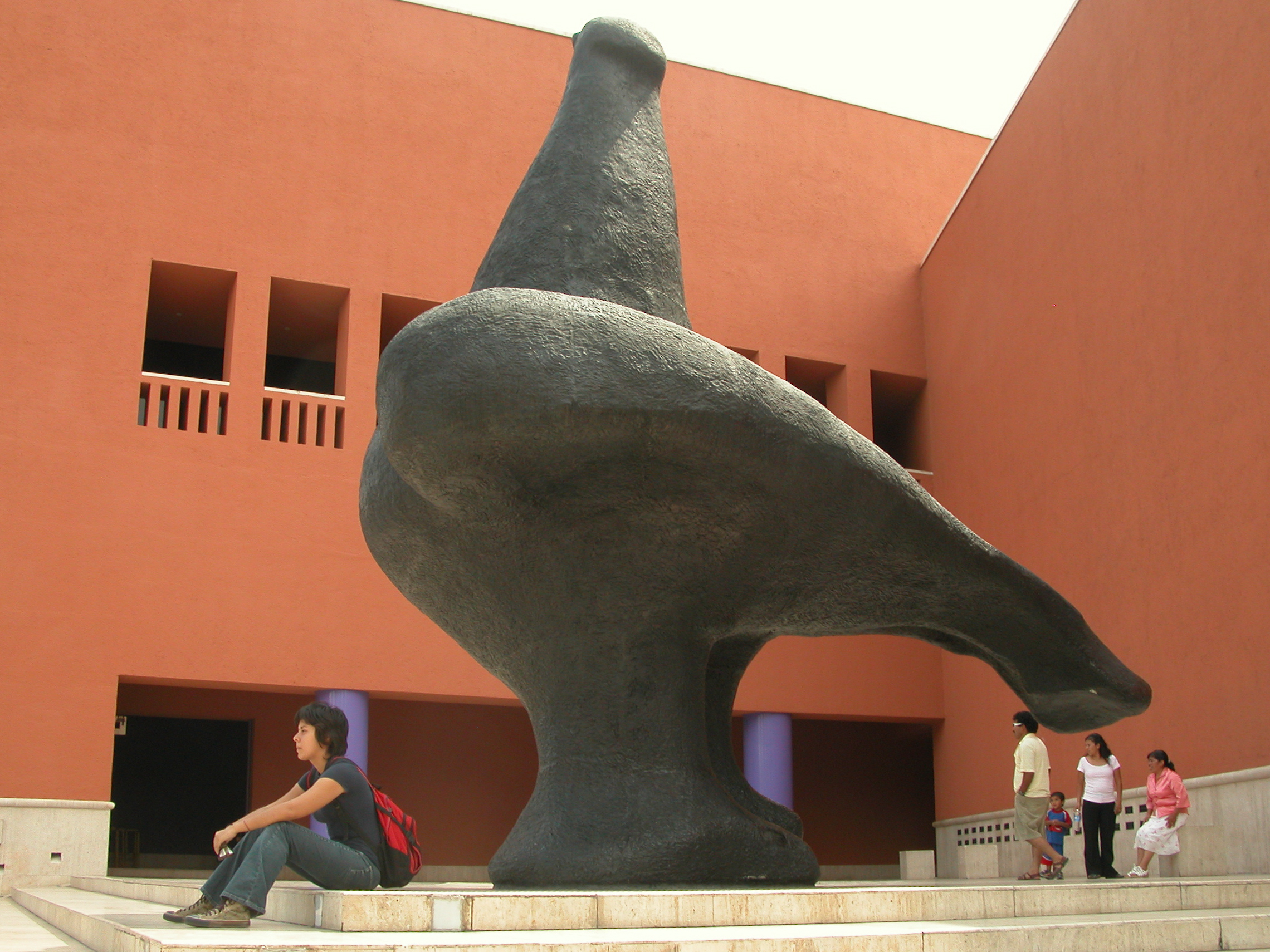
Скульптура «Голуб»

Музей займає 16 000 квадратних метрів, з них 5 000 квадратних метрів відведено для виставок в 11 залах-галереях. Твори мистецтва знаходяться в просторах зі збалансованим розташуванням природного і штучного освітлення. У внутрішньому дворі-колодязі музею створено сад зі скульптурами, фонтаном і відображаючим бассейном. У музеї є зал для глядачів, сувенірний магазин і ресторан. У ньому проводяться заходи, спрямовані на привернення уваги громадськості до мистецтва.
Орієнтиром і символом музею є велика бронзова скульптура з назвою «La Paloma» на площі перед його будівлею — 4-тонне зображення голуба висотою 5,5 метрів роботи скульптора Хуана Соріано.

## Колекція

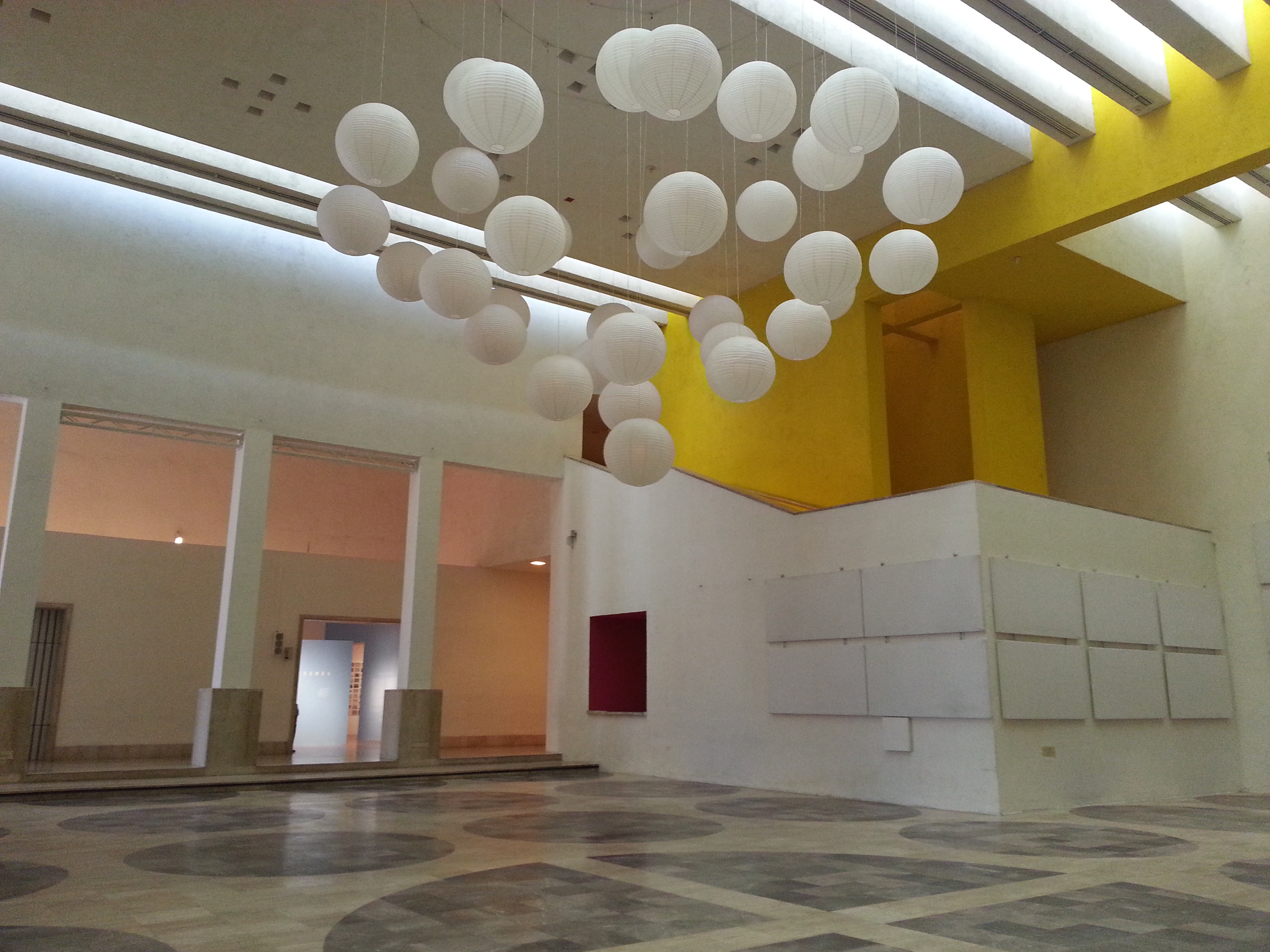
Один із залів музею

Постійна колекція музею включає картини, скульптури, інсталяції та графічні роботи в основному сучасних латиноамериканських робіт. У колекції також є роботи художників Європи, США і Канади.
На проведених в музеї виставках були показані роботи мексиканських художників: Фріда Кало, Матіас Геріц, Габріель Ороско, Альварес Браво, Армандо Салас Португал, Хуліо Галан, Теодоро Гонсалес де Леон,  Енріке Гусман, Рікардо Мазал [Архівовано 28 вересня 2020 у Wayback Machine.], Рікардо Легоррета, Родольфо Моралес, Паула Сантьяго, Альберто Варгас, Ерменегільдо Бустос.    
Також тут експонувалися художники інших країн: Ісаму Ногуті, Джозеф Бойс, Дженні Хольцер, Джоан Бросса, Ана Мендьєта, Паула Регу, Генрі Мур, Ентоні Гормлі, Ян Хендрикс, Аннет Мессаже, Рон Мьюєк, Ернесто Нету, Клаудіо Браво (художник).